# Phyllacanthus grisebachianus
Phyllacanthus grisebachianus är en måreväxtart som beskrevs av Joseph Dalton Hooker. Phyllacanthus grisebachianus ingår i släktet Phyllacanthus och familjen måreväxter. Inga underarter finns listade i Catalogue of Life.